# دارة طيء
دارة طيئ موقع حصين إلى جوار جبل الجرهدي في جنوب هضبة الديرع ، ضمن منطقة الثنية تحيط به سلاسل جبلية على شكل دائرة ليس له مدخل إلا من جهة الشرق حيث يجري وادي الدارة ، الذي تقع عليه قرية الدارة جنوب مدينة حائل على بعد 65 كم، ويصل إليها طريق معبد.